# 松尾れい子
松尾 れい子（まつお れいこ、本名：松尾玲子、1978年10月20日 - ）は、日本の女優。佐賀県佐賀市生まれ。佐賀県立佐賀東高等学校出身。血液型O型。有限会社ディグ・カンパニー所属。身長168 cm。体重47 kg。バスト84 cm、ウエスト58 cm、ヒップ86 cm。

## 人物・来歴
- 中学3年時、『ちょっとそこまでオーディション』（ソニー・ミュージックエンタテインメント主催）でグランプリを受賞し芸能界入り。
- 1998年、NHK『青い花火』（平成10年度文化庁芸術祭参加作品）の沢井彩佳役で、頭髪を完全に剃り上げる坊主頭に挑戦し注目を浴びる。

## 出演

### テレビドラマ
- おんなは全力疾走!（1997年、NHK） - 田島直子 役
- 学校の怪談f「霊ビデオ」（1997年、関西テレビ）
- 恋、した。（1997年、テレビ東京）
- 青い花火 女ふたり愛を求める心の叫び（1998年、NHK） - 沢井彩佳 役
- 氷の世界（1999年、フジテレビ） - 井手サトミ 役
- 笑ゥせぇるすまん（1999年、テレビ朝日） - 鹿島直子 役
- イマジン（2000年、関西テレビ）
- 連続テレビ小説「私の青空」（2000年、NHK） - 宮川典子 役
- ココだけの話「鎌男」（2001年、テレビ朝日）
- 別れさせ屋（2001年、読売テレビ）
- 黒い十人の女（2002年、フジテレビ）
- 僕だけのマドンナ（2003年、フジテレビ） - 清水萌子 役
- フジ子・ヘミングの軌跡（2003年、フジテレビ） - 加奈子 役
- 大奥 第9話「特別編・怪談 凶事を呼ぶ黒紋付の霊〜」（2003年、フジテレビ） - 璃玖 役
- 共犯者（2003年、日本テレビ） - 沢井恭子 役
- 茂七の事件簿3 ふしぎ草紙 第一話（2003年、NHK） - お美津 役
- 御宿かわせみ 第二章「美人の女中」（2004年、NHK） - おきた 役
- ほんとにあった怖い話「邪悪な影の正体は」（2004年、フジテレビ）
- 月曜ドラマシリーズ「恋する京都」（2004年、NHK大阪） - 佐竹奈緒子 役
- 月曜ドラマシリーズ「ハチロー〜母の詩、父の詩〜」（2005年、NHK） - 江川蘭子 役
- 危険な関係（2005年、東海テレビ） - 矢内美紗緒 役
- NHK夜の連続ドラマ「ダイヤモンドの恋」（2005年、NHK大阪） - 伊藤恵里 役
- 木曜時代劇「次郎長背負い富士」（2006年、NHK） - きわ 役
- 快感職人（2006年、テレビ朝日）
- NHK正月時代劇「堀部安兵衛」（2007年、NHK） - 秀 役
- 先生道「タバコ先生」（2007年、BS-i）
- 探偵学園Q（2007年、日本テレビ） - 奈々村美姫 役
- 土曜ドラマ「刑事の現場」第1回（2008年3月1日、NHK名古屋） - 柏原聡子 役
- 水曜ミステリー9「ブランド刑事3 偽ブランド和牛殺人事件」（2008年7月30日、テレビ東京）
- Lドラ「ママはニューハーフ」（2009年、テレビ東京）
- 連続テレビ小説「ウェルかめ」（2009年9月28日 - 2010年3月27日、NHK大阪） - 亀園由香 役
- ジロチョー 清水の次郎長維新伝（2010年1月13日、テレビ東京）
- 東野圭吾3週連続スペシャル「11文字の殺人」（2011年6月10日、フジテレビ） - 新里美由紀 役
- 連続ドラマW「造花の蜜」（2011年、WOWOW）
- 土曜ワイド劇場「東京駅お忘れ物預り所5・滋賀しがらき〜登り窯に殺意の炎!!」（2012年7月7日、テレビ朝日）
- 水曜ミステリー9「北海道警事件ファイル 警部補 五条聖子 過去からの脅迫者」（2012年10月24日、テレビ東京） - 中西音々 役
- 実験刑事トトリ（2012年、NHK） - 五反田香織 役
- 水曜ミステリー9「作家探偵・山村美紗2 京都紅葉寺殺人事件〜秋の七草の秘密〜」（2012年12月19日、テレビ東京） - 笹田真里子 役
- 科捜研の女 第12シリーズ（2013年1月10日、テレビ朝日） - 小島弥生 役
- 土曜ワイド劇場「法医学教室の事件ファイル36・すべてが1/2の死体の謎…疑惑の女弁護士VS」（2013年3月30日、テレビ朝日） - 吉永涼香 役
- 土曜ワイド劇場「おとり捜査官・北見志穂17・右手を挙げた美女連続殺人・最強の知能犯蟻食いと対決!」（2013年6月8日、テレビ朝日） - 桜木美由紀 役
- 白衣のなみだ（2013年、フジテレビ） - 天樹しずか 役
- 警視庁捜査一課9係 第8シリーズ 第1話（2013年7月10日、テレビ朝日） - 津久浦弘子 役
- 金曜プレステージ「黒の滑走路3」（2013年8月9日、フジテレビ） - 中野一重 役
- 相棒 season12 第17話「ヒーロー」（2014年3月5日、テレビ朝日） - 弁護士、里見麗子法律事務所 代表・里見麗子 役
- 特集ドラマ「生きたい たすけたい」（2014年3月11日、NHK） - 大谷涼子 役
- 極悪がんぼ 第5話（2014年5月12日、フジテレビ） - 下鷹今日子 役
- 妻は、くノ一〜最終章〜第2話（2014年5月30日、NHK BSプレミアム） - つる 役
- 水曜ミステリー9「刑事・ガサ姫〜特命・家宅捜索班〜3」（2014年6月11日、テレビ東京） - 深沢多恵 役
- FINAL CUT 第2話（2018年1月16日、フジテレビ） - 河合千尋 役
- 日曜プライム 「おかしな刑事19」（2019年1月13日、テレビ朝日） - 三矢沙紀 役

### 映画
- 水の中の八月（1995年） - 美樹 役
- ユメノ銀河（1997年）
- プープーの物語（1998年）
- がんばっていきまっしょい（1998年） - 篠村澄子 役
- 楽園（2000年） - 初主演作品
- 連弾（2001年） - 上原律子 役
- 弟切草（2001年） - 小関透子 役
- 花とアリス（2004年）
- アジアンタムブルー（2006年）
- The焼肉ムービー プルコギ（2007年）
- 名無しの十字架（2012年）- 柳瀬雪江 役
- 本のゆがみ（2015年、草苅勲監督）

### その他のテレビ番組
- 熱闘甲子園（1997年、朝日放送・テレビ朝日）
- 笑う犬の冒険（1999年 - 2001年、フジテレビ）
- スタジオパークからこんにちは（2009年10月26日、NHK）
- 秘密のケンミンSHOW（2011年9月8日、読売テレビ・日本テレビ）
- 判事マツケン（2015年2月28日、NHKBSプレミアム）
- 踊る!さんま御殿!!（2017年2月28日、日本テレビ・読売テレビ）

### CM
- ネスレ日本「ネスカフェ・サンタマルタ」（1995年）
- ソニー・コンピュータエンタテインメント「プレイステーション」（1995年）
- フジテレビ「フジテレビがいるよ」（1995年）
- 資生堂「セレンシュア」（1996年）
- ベネッセコーポレーション「進研ブックス参考書」（1996年）
- ソニー「WM-EX5」（1996年）
- NTT「グリーティングコール」（1996年）
- 青森銀行（1997年）
- ソニー・コンピュータエンタテインメント「アランドラ」（1997年）
- サントリー「ビタミンウォーター」（1997年）
- JRA「日本ダービー」
- 森永乳業「Lipton Lemon Tea」
- トヨタ自動車「ファンカーゴ」
- 佐賀空港「私の好きな青空があります」
- JR「周遊きっぷ/春」
- 資生堂「タイムスケープホワイト」
- ボーダフォン日本法人「3Gテーマ」
- 三洋電機「Think GAIA」

### 舞台
- Vamp Show（2001年）
- 白い嘘 a white lie（2003年）
- 大奥 （2007年：明治座、中日劇場 / 2008年：全国 / 2010年：明治座、博多座、松竹座）
- オフィスインベーダー「美人税」（2011年9月8日～9月12日、スタジオモモンガ）

### ラジオ
- FMシアター「雪割草」（2005年3月5日、NHK-FM）主演
- FMシアター「些細なうた」（2011年12月3日、NHK-FM）主演